# Жан де Флоретт (фільм)
Жан де Флоретт (фр. Jean de Florette) — французький фільм 1986 року кінорежисера Клода Беррі.
Фільм є екранізацією однойменного роману Марселя Паньоля. Виграв декілька призів, в тому числі Сезар. Нью-Йорк Таймс назвав його одним з 1000 найкращих фільмів людства. У фільмі знялися такі відомі актори, як Жерар Депардьє та Ів Монтан.

## В ролях
- Ів Монтан …… Сезар Субейран
- Жерар Депардьє …… Жан де Флоретт
- Данієль Отей …… Юголен
- Елізабет Депардьє …… Еме Кадоре
- Маргарита Лосано …… Баптістін
- Ернестін Мазуровна …… Манон Кадоре

## Історія створення
Цей фільм і продовження «Манон з джерела» знімалися разом і отримали не тільки таку ж схвальну реакцію критиків, але також стали найдорожчими фільмами в історії французького кінематографу. Фільм був адаптований з роману Марселя Паньоля «Вода з горбів». Паньоль також зняв фільм на цю тематику, з такою ж навою «Манон з джерела» у 1952 р., однак він був невдалим, був занадто довгим і його було обрізано продюсерами. Від незадоволення від фільму Паньоль написав роман, який і був адаптований Клодом Беррі в фільмі.

## Сюжет
В центрі фільму протистояння між головними героями — багатим і скупим Сезаром Субейраном, його племінником Юголеном та молодим чоловіком Жаном Кадоре (Жаном де Флоретт). Задля свого племінника Сезар має намір придбати землю з джерелом у південному, посушливому районі Провансі. Після вбивства старого володаря землі скоєного Сезаром, з'являється новий спадкоємець — горбань Жан Кадоре з сусіднього міста. Щоб розорити молодого чоловіка, Сезар і Юголен зацементували джерело. З початком посушливого сезону усі плоди праці Жана гинуть під сонцем не зважаючи на те, що він мусив носити воду на собі. В розпачі молодий чоловік починає сам викопувати колодязь, але наштовхується на кам'яну породу. Під час вибуху, щоб подолати цю перешкоду його смертельно поранено. Після смерті Жана Сезар і Юголен купують його ділянку за безцінь і швидко знаходять приховане джерело. Хоча їх план спрацював, дочка Жана Манон побачила як вони домовлялися і дізналася про їхні справжні плани. Помста Манон вбивцям батька була розкрита в наступному фільмі «Манон з джерела».